# Castello di Niederosterwitz
Il castello di Niederosterwitz (in tedesco Schloss Niederosterwitz) si trova nella omonima località di Sankt Georgen am Längsee, comune austriaco del Distretto di Sankt Veit an der Glan appartenente al Land della Carinzia. La sua storia è iniziata probabilmente prima del XVI secolo.

## Storia

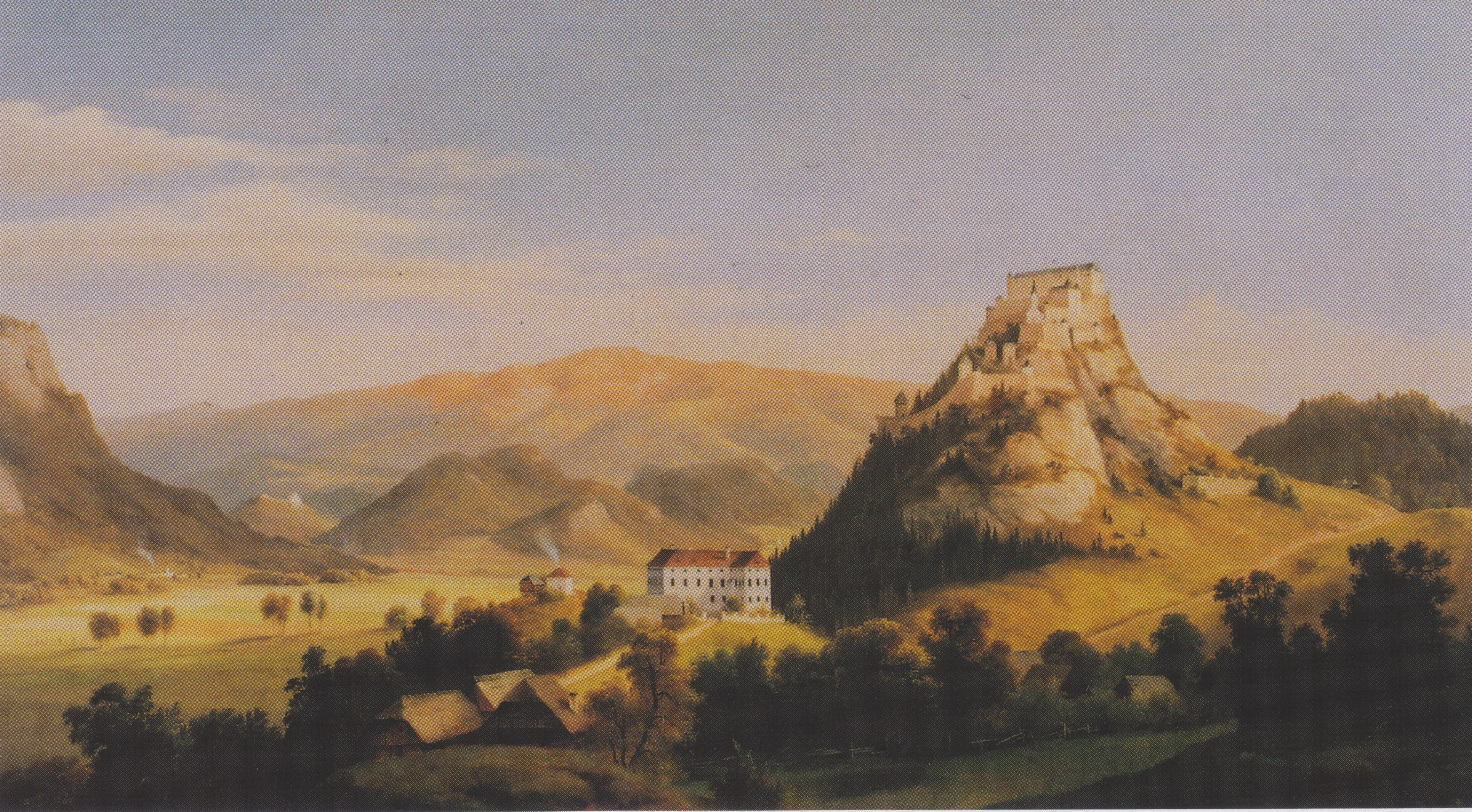
I castelli di Hochosterwitz e di Niederosterwitz in un dipinto di Markus Pernhart del XIX secolo

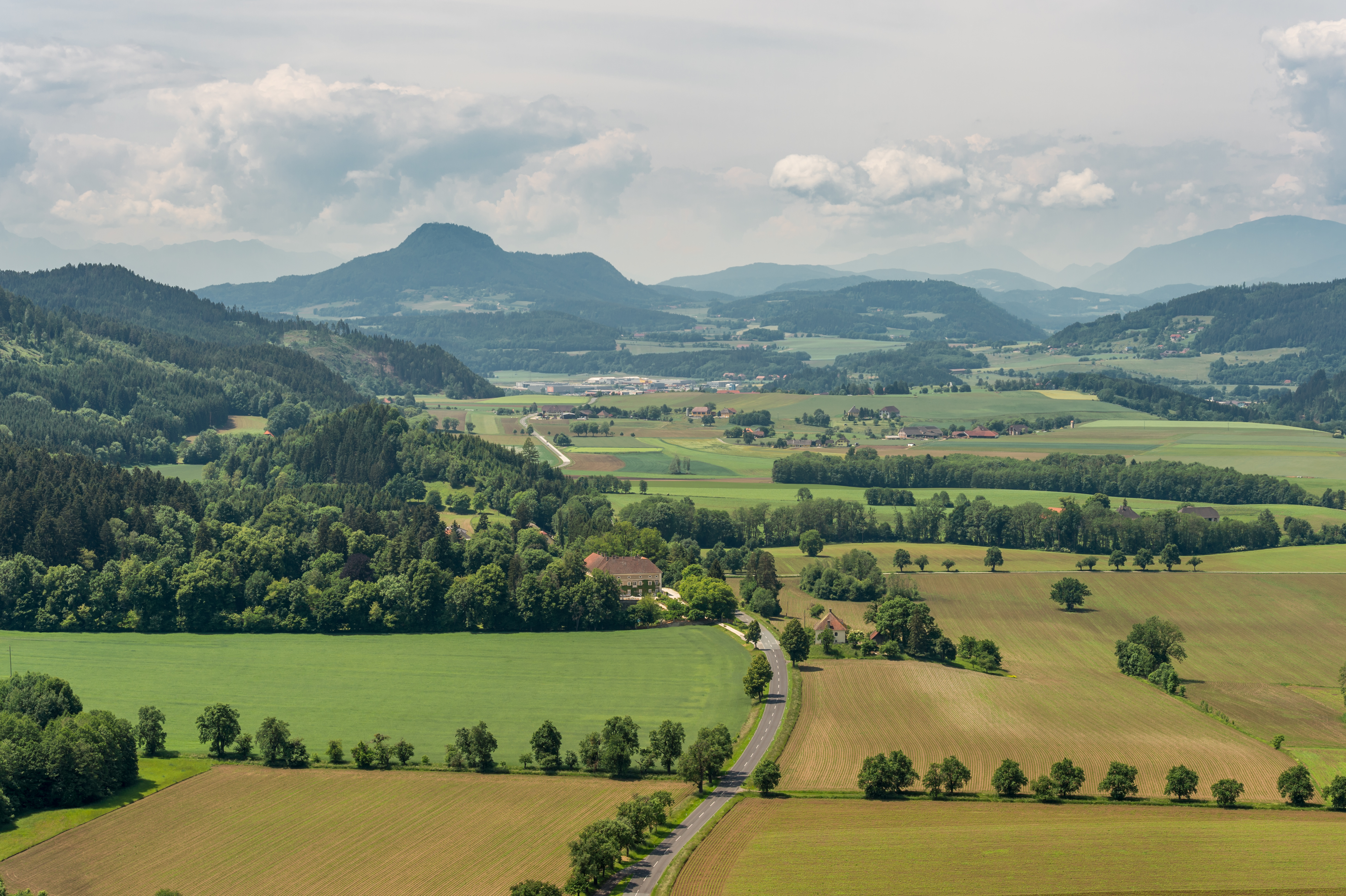
Castello di Niederosterwitz visto dall'alto

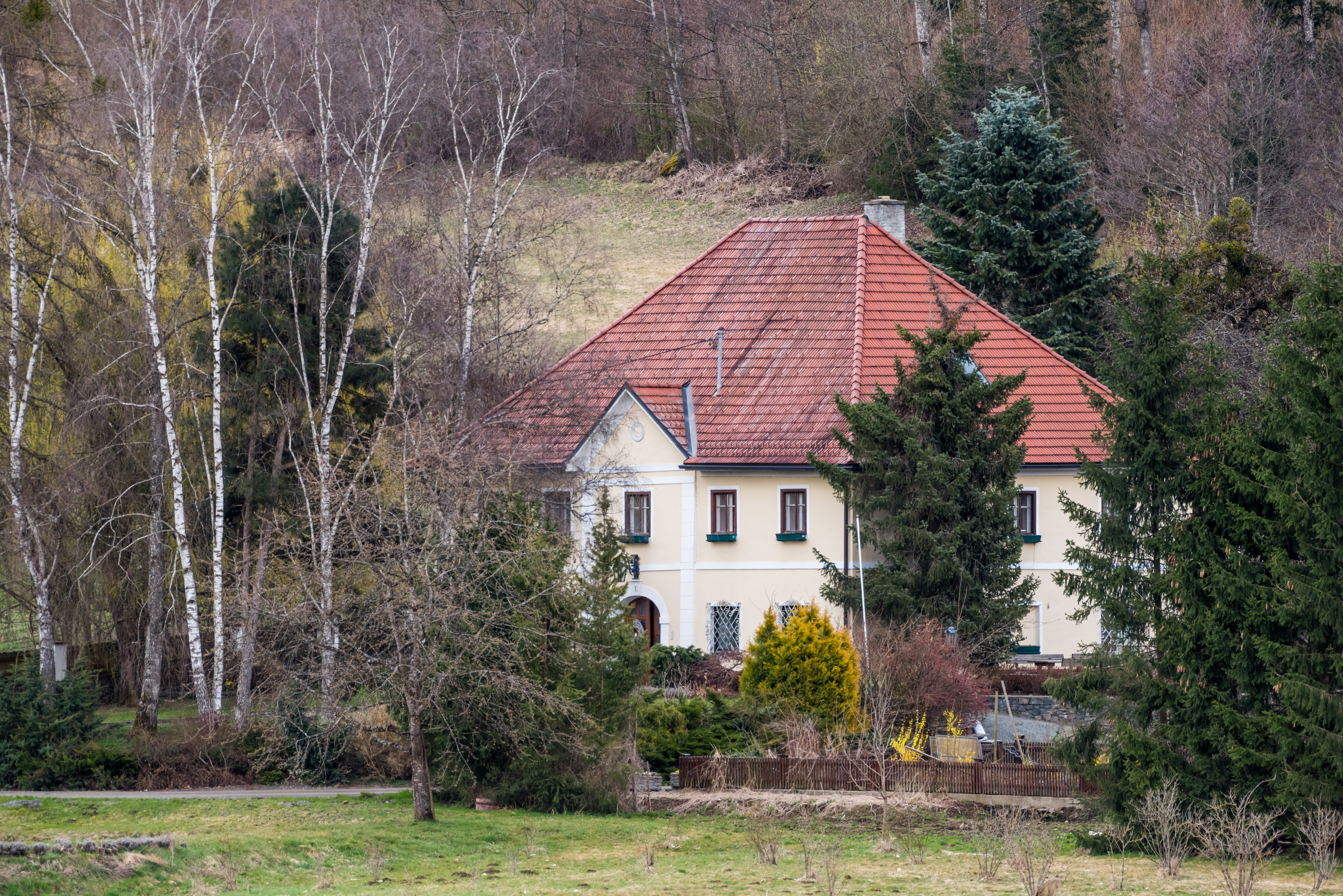
Particolare della facciata

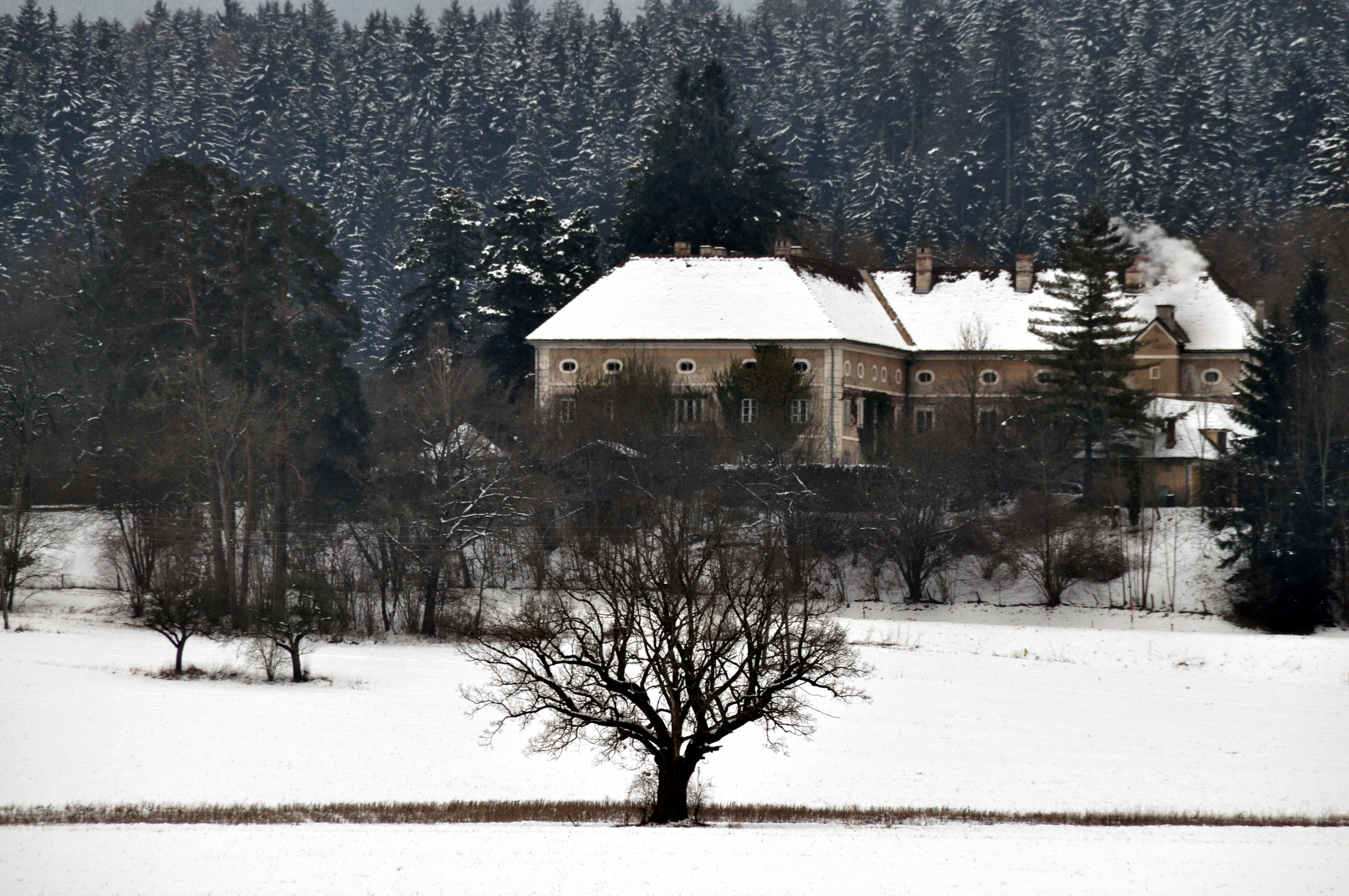
Immagine invernale

In origine sul sito era presente una fattoria che si chiamava Afftendorf o Oftersdorf, feudo di Hochosterwitz e gestita da contadini. Nel 1541 questa fattoria fu venduta insieme al castello superiore a Christoph Khevenhüller von Aichelberg. Mentre il castello di Hochosterwitz, molto più famoso, era una struttura con funzioni prima di tutto militari e veniva utilizzata principalmente per scopi rappresentativi, i suoi proprietari, soprattutto la famiglia Khevenhüller, preferivano vivere nel vicino castello di Niederosterwitz, molto più facilmente raggiungibile e con maggior comfort abitativo. Nel 1645 la struttura fu acquistata da Anton von Aicholt, burgravio di Hochosterwitz, che diede disposizioni per iniziare ad ampliare la costruzione e darle l'aspetto di un palalazzo nobiliare. I figli di Anton, Hans Jakob e Johann Georg, vendettero la residenza nel 1690 alla famiglia del precedente proprietario, Siegmund Friedrich von Khevenhüller e solo da quel momento il nome Niederosterwitz divenne di uso comune. I Khevenhüller, reintegrati nella proprietà, continuarono i lavori di ampliamento e mantengono il possesso del castello.

## Descrizione
Il castello si trova a Niederosterwitz, località di Sankt Georgen am Längsee, comune austriaco del Distretto di Sankt Veit an der Glan appartenente al Land della Carinzia. L'edificio si sviluppa su tre piani ed è costituito dall'originale piazza rurale ampliata nel 1645 e dall'ala sud, più stretta e allungata, aggiunta ad angolo retto nel 1690. L'ala occidentale è un'aggiunta del XVIII o dell'inizio del XIX secolo. I singoli piani sono separati da fasce piane di intonaco sporgenti. Le finestre del piano terra sono quadrate. La parte del sottotetto è scarsamente illuminata. Il cancello d'ingresso è dotato di colonne in serpentino di colore verde. Gli angoli dell'edificio sono ingentiliti da blocchi squadrati intonacati di bianco. Sul lato nord-est del castello è stato creato un rilievo di piccole dimensioni sul quale sorge la piccola cappella gentilizia a base esagonale, costruita nel 1670 e provvista di un vestibolo colonnato. Il suo altare in cartiglio risale all'epoca di costruzione della cappella. Il castello di Niederosterwitz è la sede residenziale della famiglia e vi sono conservate numerose foto e cimeli di famiglia. Il castello è circondato da un vasto parco che lo unisce visivamente al castello superiore. Le aiuole sono ben curate e si estendono soprattutto verso est. Non lontano dal castello sono state rinvenute 80 asce piatte della prima età del bronzo, conservate nel Museo statale della Carinzia e che testimoniano l'insediamento molto antico nella zona. Un tempo vicino al castello si trovava il municipio ma già Johann Weichart Valvasor nel XVII secolo. lo descrisse come desolato. Ai due castelli di Hochosterwitz e di Niederosterwitz presta servizio una guardia d'onore istituita nel 1600. Inizialmente fu formata da lanzichenecchi, poi da guardie e in tempi recenti militari paragonabili alla Guardia svizzera pontificia.

### Bene architettonico tutelato
Il castello di Niederosterwitz è stato posto sotto tutela dei monumenti da parte della Repubblica austriaca col numero 34801.